# Acadêmicos de Pilares
Organização Sociocultural Acadêmicos de Pilares foi uma escola de samba da cidade do Rio de Janeiro, sediada no bairro de Pilares.

## História
A agremiação já existia como bloco em fins de 2016, no entanto foi apenas em 15 de janeiro de 2017 que a entidade se registrou formalmente, afirmando ser essa a sua data de fundação.
No dia 3 de fevereiro de 2017, foi anunciado que a nova agremiação desfilaria como escola de samba no dia 04 do mês seguinte, no sábado pós-carnaval, pelo Grupo E (sexta divisão), substituindo a União de Vaz Lobo, que havia desistido.
O enredo apresentado foi uma homenagem a Jorginho Moreira, compositor de sambas no bairro de Pilares, para outras escolas do local, como Caprichosos de Pilares e Difícil é o Nome, além de Engenho da Rainha e Beija-Flor, escolas também citadas no samba. O homenageado compareceu ao desfile, no alto do carro alegórico. A escola, no entanto, "apenas passou", apresentando diversos problemas em seu desfile, tais como a presença de apenas duas alas, além da da comissão de frente, havendo a ausência de um casal de mestre-sala e porta-bandeira - o pavilhão foi carregado por um integrante da escola.

## Segmentos

### Presidentes
| Nome                       | Mandato               | Ref.  |
| -------------------------- | --------------------- | ----- |
| Reginaldo Bandeira "Naldo" | Fundação - atualidade | [ 5 ] |

### Diretores
| Ano  | Diretor de Carnaval | Diretor geral de harmonia | Mestre de bateria | Ref.  |
| ---- | ------------------- | ------------------------- | ----------------- | ----- |
| 2017 |                     |                           | Lelé              | [ 5 ] |

### Coreógrafo
| Ano  | Nome               | Ref.  |
| ---- | ------------------ | ----- |
| 2017 | Não houve comissão | [ 3 ] |

### Casal de Mestre-sala e Porta-bandeira
| Ano  | Nome | Ref.  |
| ---- | ---- | ----- |
| 2017 | -    | [ 3 ] |

### Rainhas de bateria
| Período | Rainha     | Madrinha | Ref.  |
| ------- | ---------- | -------- | ----- |
| 2017    | Vivi Sousa | -        | [ 5 ] |

## Carnavais
|      | Colocação | Grupo   | Enredo                                                                    | Carnavalesco   | Intérprete                        | Ref.                    |
| ---- | --------- | ------- | ------------------------------------------------------------------------- | -------------- | --------------------------------- | ----------------------- |
| 2017 | 15º lugar | Série E | Vamos falar de Jorginho Moreira Compositores:Tuninho Farias e Daniel Reis | Orlando Júnior | Marcos Moran e Julinho de Pilares | [ 5 ] [ 1 ] [ 6 ] [ 3 ] |